# 总统公园
总统公园（President's Park）位于美国华盛顿哥伦比亚特区，涵盖白宫、访客中心、拉斐特广场和椭圆形草坪。总统公园曾是拉斐特广场原来的名称。目前总统公园由国家公园管理局管理。。

## 白宫
1790年，华盛顿哥伦比亚特区定为美国首都。詹姆斯·霍本负责美国国会大厦和总统官邸的设计和施工。后来，白宫扩建西翼、南草坪、玫瑰园、杰奎琳·肯尼迪花园和北草坪。

## 拉斐特广场
拉斐特广场是一个占地七英亩（30,000平方米）的公共公园，位于白宫正北方的H街，边界西到杰克逊坊，东到麦迪逊坊，以及宾夕法尼亚大道。1970年，广场和周围建筑列为国家历史地标。1824年，公园以拉法耶特侯爵命名。

## 椭圆形草坪

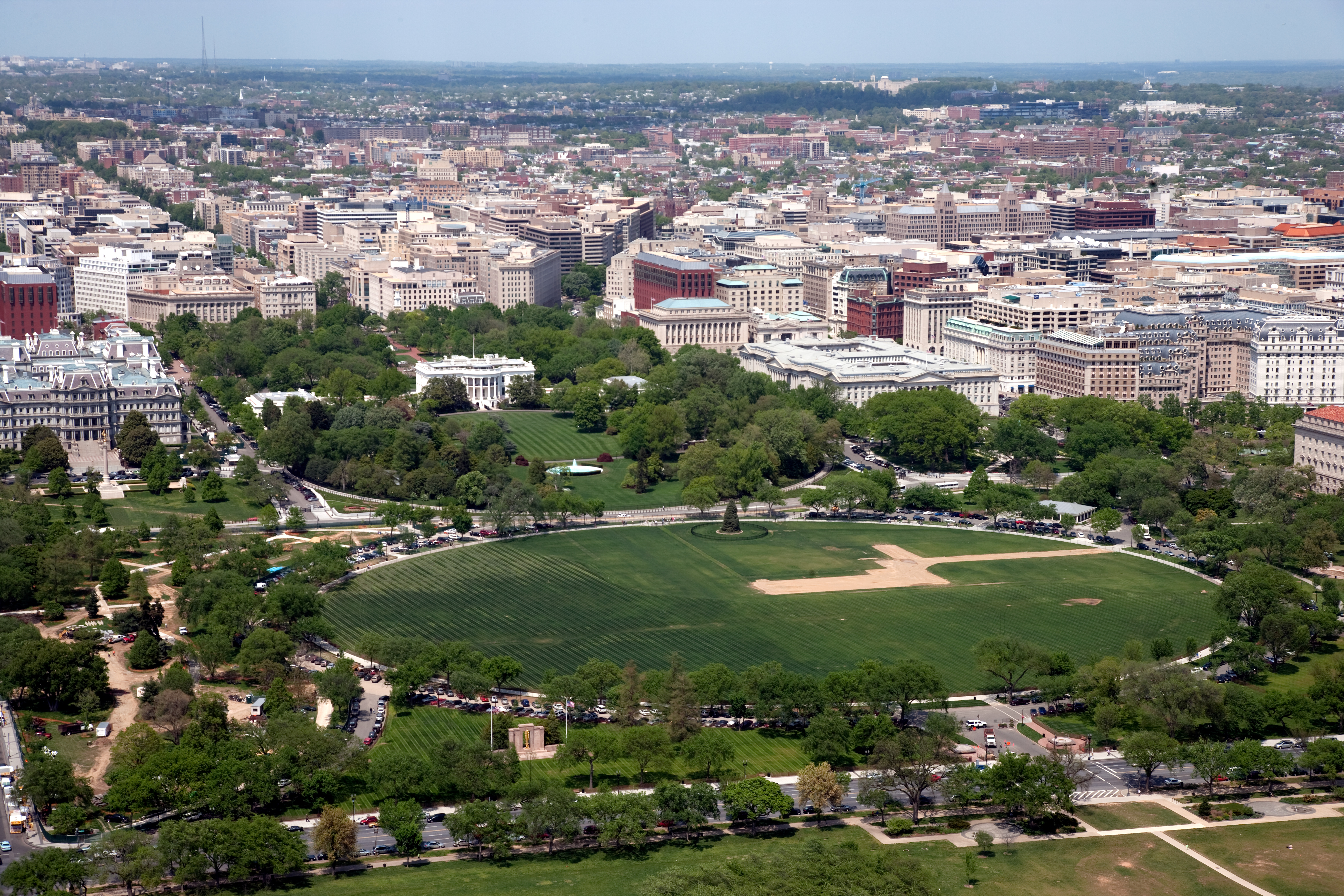
椭圆形草坪鸟瞰图

总统公园南（通常称为椭圆形草坪）是一个52英畝（21公頃）的公园，位于白宫以南。整个公园向公众开放，设有各种纪念碑。此处还会举行许多年度活动。

## 白宫访客中心
白宫游客中心位于赫伯特·胡佛大楼（美国商务部总部，介于14街和15街之间的宾夕法尼亚大道）的北端，为白宫之旅的起点。六个常设展览的主题是第一家庭，符号和图像，白宫建筑，白宫室内，工作白宫，以及仪式和庆祝活动。